# جلیله (روستا)
 جلیله  به عربی ( الجلیلة )، روستایی است در دهستان المقاطر از توابع استان شبوه در کشور یمن در شبه جزیره عربستان.

## جمعیت
جمعیت آن ( ۹۹ ) نفر ( ۹ خانوار) می‌باشد.